# Beguea
Beguea é um género botânico pertencente à família Sapindaceae.